# Ajugoides humilis
Ajugoides es un género monotípico  de plantas con flores perteneciente a la familia Lamiaceae. Su única especie: Ajugoides humilis (Miq.) Makino, Bot. Mag. (Tokyo) 29: 281 (1915), es originaria de Japón, donde se distribuye por Honshu, Shikoku y Kyushu.

## Taxonomía
Ajugoides humilis fue descrita por  (Miq.) Makino y publicado en Botanical Magazine 29: 281. 1915.
Sinonimia
- Ajuga humilis Miq., Ann. Mus. Bot. Lugduno-Batavi 2: 114 (1865).
- Lamium humile (Miq.) Maxim., Bull. Acad. Imp. Sci. Saint-Pétersbourg 29: 179 (1883).
- Stachys humilis (Miq.) Matsum. & Kudô, Bot. Mag. (Tokyo) 26: 298 (1912).[1]